# The Walkmen
The Walkmen est un groupe de rock indépendant américain, originaire de New York. The Walkmen est aussi un groupe de scène, porté par la voix et le charisme de Leithauser et le style énergique du batteur Matt Barrick.

## Biographie

### Débuts
Le groupe est formé en 2000 de trois membres de Jonathan Fire*Eater — Paul Maroon (guitare, piano), Walter Martin (orgue/basse), et Matt Barrick (batterie) — et deux membres de The Recoys, Peter Bauer (basse/orgue) et Hamilton Leithauser (voix, guitare). Tous, sauf Bauer, furent élèves de l'école St. Albans à Washington, D.C.. Ils apprécient le son d'instruments d'époque, en particulier le piano droit, et ont souvent enregistré au Marcata Recording, un studio d'enregistrement fondé à Harlem en 1999 par les trois anciens membres de Jonathan Fire*Eater avant d'être réinstallé à New York.
Le groupe nouvellement formé commence à se séparer du son garage rock et publie un premier EP de chansons en 2001 chez Startime International, un petit label indépendant basé à Brooklyn. Peu après la sortie de l'EP, les Walkmen font leurs débuts scéniques en jouant au Joe's Pub à East Village. The Walkmen est originellement introduit sur le marché français et européen par le label bordelais Talitres avec la sortie de l'album Everyone Who Pretended to Like Me Is Gone. Le groupe reste assez confidentiel bien qu'ayant signé sur différents labels plus importants à partir de l'album Bows + Arrows (inclus un retour chez Talitres pour deux albums).

### Everyone Who Pretended to Like Me Is Gone
Leur premier album, Everyone Who Pretended to Like Me Is Gone, sorti en 2002 chez Startime International, est bien accueilli par la presse spécialisée. L'album est noté pour son approche innovatrice, son atmosphère et instrumentation. Deux morceaux issus de l'album, The Blizzard of '96 et That's the Punchline, sont des adaptations de morceaux issus d'un album non-publié de The Recoys.
Les critiques comparent l'album aux débuts de U2 et de The Cure. L'un des morceaux de l'album, We've Been Had, est utilisé dans une publicité pour la voiture Saturn Ion.

### Bows + Arrows

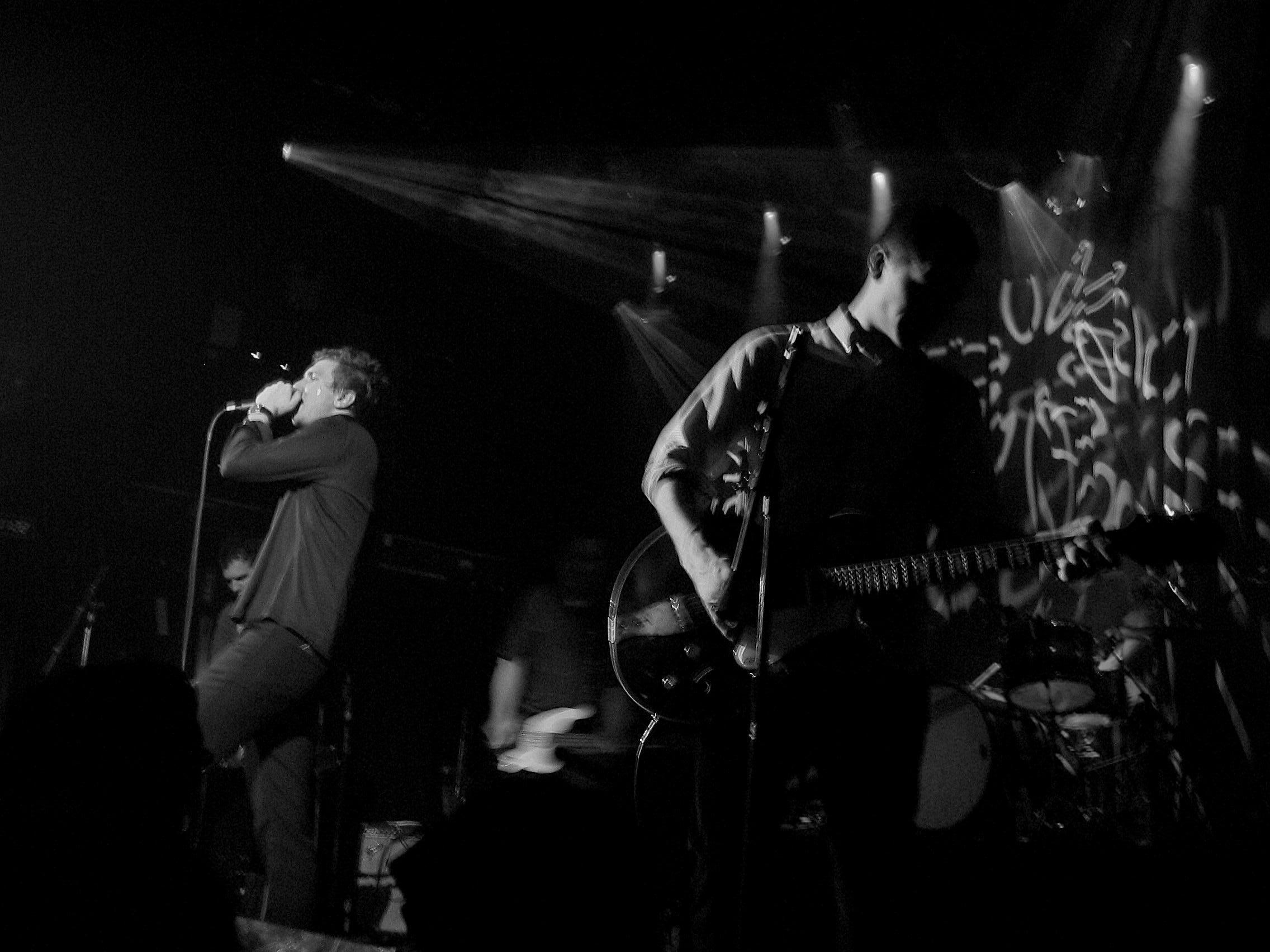
The Walkmen en concert en avril 2004.

L'album qui suit, Bows + Arrows, est publié ua label Record Collection en 2004 et listé par plusieurs critiques dans leurs listes de fin d'année. L'album comprend les singles The Rat et Little House of Savages. Le succès est engendré par leur performance dans la série télévisée The O.C.. Bows + Arrows est noté pour son style plus immédiat et concentré que ses prédécesseurs ; The Rat et Little House of Savages n'ont plus rien à voir avec leur style musical du passé.

### A Hundred Miles OffetPussy Cats
L'album qui suit, A Hundred Miles Off, est publié aux États-Unis le 23 mai 2006. Le groupe joue ses nouvelles chansons pendant une tournée dans le nord-ouest du pays au début de 2006. Le premier single publié est Louisiana. Peter Bauer et Walter Martin troquent leurs instrument sur ce nouvel album avec Bauer handling qui se consacre à l'orgue et Martin à la basse. L'album revient vers les sons folk contrairement aux deux précédents albums ; même si ce changement félicité par l'ensemble des critiques, d'autres ont un accueil mitigé.
Le groupe est forcé de fermer les Marcata Studios la même année après le rachat par la Columbia University du bâtiment dans lequel il était implanté. Le groupe publie un autre album, "Pussy Cats" Starring the Walkmen, une reprise de morceaux de l'album Pussy Cats de Harry Nilsson et John Lennon.

### You and Me
Leur album You and Me, est publié le 29 juillet 2008, à but caritatif pour le site web Amie Street, dont les dons seront reversés au Memorial Sloan-Kettering Cancer Center. À sa première semaine de vente, l'album se classe 29e des Billboard Top Digital Albums,. L'album est publié physiquement le 19 août 2008. Il est enregistré aux Gigantic Studios avec Chris Zane.

### Lisbon
The Walkmen enregistre treize morceaux pour son dernier album en cinq jours en août 2009 avec John Congleton et Chris Zane. Il joueront plusieurs de ses chansons en été 2009. Ils enregistrent « genre 28 chansons », mais en attribuent que 11 à l'album. En soutien à ce nouvel album, the Walkmen jouent au All Tomorrows Parties en mai 2010, au Lollapalooza au début d'août 2010, au Reading and Leeds Festivals à la fin août 2010. Lisbon est publié le 14 août 2010 au label Fat Possum records. Les premières critiques sont favorables,. Le groupe embarque dans une tournée à la fin d'année en Amérique du Nord et en Europe

### Heaven
Pitchfork annonce la sortie de Heaven pour le 4 juin en Europe et le 5 juin aux US. Il est terminé en mars.
Ils publient le morceau Heaven au public chez Pitchfork le 16 avril 2012. The Walkmen tourne au début de 2012 pour le dixième anniversaire de Everyone Who Pretended to Like Me Is Gone. Ils sortent l'album, Heaven, le 29 mai 2012. Pitchfork lui attribue une note de 8,1, et Stereogum le considère comme second meilleur album de l'année.

## Discographie

### Albums studio
- 2002 :Everyone Who Pretended to Like Me Is Gone
- 2004 : Bows + Arrows
- 2006 : A Hundred Miles Off
- 2006 : "Pussy Cats" Starring the Walkmen
- 2008 : You and Me
- 2010 : Lisbon
- 2012 : Heaven